# 上原堆我
上原 堆我（うえはら たいが、2007年3月13日 - ）は、静岡県伊東市出身のプロ野球選手（投手・育成選手）。オリックス・バファローズ所属。

## 経歴

### プロ入り前
少年野球チーム『伊東ジュニア』の監督を務める父に、幼稚園の年中から野球の手ほどきを受け、伊東市立南中学校時代は硬式野球の『静岡裾野シニア』に所属し、全国選抜大会も経験した。
花咲徳栄高校へ進学し、2年夏の埼玉大会では主に抑えとして5試合に登板し、計8回1/3を1失点に抑え、チームの準優勝に貢献。2年秋も抑えを務め、関東大会では2試合・6回2/3を投げて2失点に抑えたが、チームは常総学院との準々決勝で敗れた。3年春からは先発へ転向し、関東大会では日大明誠との2回戦で公式戦初先発となり、5回コールドの参考記録ながらノーヒットノーランを達成。3年夏の埼玉大会では、山村学園との準決勝で公式戦初完投勝利を挙げるなど、5試合・26イニングを投げて防御率2.08を記録し、チームを5年ぶりの優勝に導いた。甲子園大会では新潟産大付との初戦で9回152球11安打2失点で完投したが、チームは敗退した。
2024年10月24日に開催されたドラフト会議にて、オリックス・バファローズから育成3位指名を受けた。11月16日には支度金300万円・年俸240万円（金額はいずれも推定）で入団に合意。同29日には新人選手入団発表記者会見が行われ、背番号は053と発表された。

## 選手としての特徴
ワインドアップから高く足を上げるフォームで投じるストレートは最速148km/hを計測。空振りを奪う鋭いスライダーが大きな武器であり、気持ちを全面に出すピッチングも特徴である。

## 詳細情報

### 背番号
- 053（2025年[9] - ）